# 생일왕국의 프린세스 프링
《생일왕국의 프린세스 프링》은 로코엔터테인먼트에서 제작한 3D TV시리즈 애니메이션으로서 2015년 12월 19일부터 2016년 7월 16일까지 KBS 1TV에서 매주 토요일에 방영했으며, 2기는 2018년 3월 8일부터 5월 31일까지 KBS 2TV에서 방영했다.

## 방송 일시
| 방영 채널 | 방송일                             | 방송 시간 |
| --------- | ---------------------------------- | --------- |
| KBS 1TV   | 2015년 12월 19일 ~ 2016년 7월 16일 | 종료      |
| KBS 2TV   | 2018년 3월 8일 ~ 5월 31일          | 종료      |

## 개요
국내 최초의 뮤지컬 애니메이션 《생일왕국의 프린세스 프링》
《생일왕국의 프린세스 프링》은 어린이의 꿈과 성장을 응원하는 생일왕국의 토끼공주, 프린세스 프링의 모험을 그린 15분물 26편 TV시리즈 3D애니메이션으로 시즌1은 KBS1에서 매주 토 오후 2시 45분에, 애니맥스(ANIMAX)에서 2016년 3월 24일부터 매주 목, 금 오전 9시에, 애니원(ANIONE)에서 2016년 8월 5일부터 매주 금 오전 8시 30분에 방영했다.
2015년 12월 19일 KBS1에서 첫 방영한 《생일왕국의 프린세스 프링》은 국내에서 보기 드문 뮤지컬 어드벤처물로 생일축하를 성장과 꿈으로 연결한 독창적인 기획력, 어른이 시청해도 흥미진진한 이야기 전개, 마법소녀다운 화려한 연출, 흡사 공주 애니메이션을 보는 듯 눈과 귀를 사로잡는 환상적인 영상과 음악을 갖춰 어린이 및 학부모 뿐 아니라 10, 20대 성인층의 두터운 지지를 핑크빛 돌풍을 일으키고 있다.
사랑스러운 ‘프린세스 프링’의 이름은 봄의 공주님: Princess+(s)Pring이란 뜻으로 탄생, 부활, 청춘 등 여러 가지 의미를 담아 생일왕국의 공주님의 이름이 되었다. 《생일왕국의 프린세스 프링》은 어린이들이 가장 기다리는 특별한 바로 그날, 생일에 토끼버스를 보내 생일왕국으로 친구들을 초대해 꿈꿔왔던 소원을 들어주는 토끼공주 프린세스 프링과 토끼왕자 프린스 루이 그리고 친구들의 가슴 뛰는 꿈과 모험 이야기로 이루어져 있다.
《생일왕국의 프린세스 프링》은 뮤지컬 애니메이션을 표방하는 작품답게 전 곡을 오케스트라의 직접 연주로 녹음하는 등 한국 애니메이션 음악 수준을 한 단계 높였다는 점에서도 큰 의미가 있으며, 특히 원작자이자 총괄프로듀서인 김수련이 이끄는 제작사 로코엔터테인먼트의 탁월한 상상력과 연출력이 스타 대중가요 작곡가인 음악감독 황성제가 이끄는 황군단(ButterFly)의 완성도 높은 사운드와 만나 빚어낸 눈부시게 빛나는 시너지를 확인할 수 있다.

방영 전부터 헬로키티와 견주어도 손색이 없는 캐릭터 디자인을 갖춰 대중 및 업계의 호평을 받으며 애니메이션보다 캐릭터 상품으로 먼저 출시되었는데, 2012년 6월과 7월에는 각각 한국콘텐츠진흥원의 ‘신규 캐릭터 지원사업’과 ‘생활 속의 캐릭터 지원사업’에 선정되었으며 봉제 및 플라스틱 완구, 출판, 식기류 등 다양한 캐릭터 상품이 출시되었다. 2013년과 2014년에 서울 캐릭터 라이선싱 페어에 참가하여 일반에도 이름을 알리기도 하였다.
2014년 12월 31일 KBS 키즈에서 특별편이 방영된 적이 있으며 이후 2015년 5월에는 KTH의 투자가 확정되었고, 6월 22일에는 시즌2가 콘텐츠진흥원의 ‘2015 유아용 국산 애니메이션 제작지원’에 선정되면서 시즌2 제작까지 확정짓게 된다. 그리고 11월 9일에는 KBS의 ‘2015년 제2회 애니메이션 공모’에 입선하여 2015년 12월 19일 오후 2시 15분에 첫방송을 하고 매주 토요일에 방영을 시작하게 된다. 이후 KBS1 프로그램 조정으로 2016년 2월 27일부터 토요일 오후 2시 45분으로 방송시간이 변경되었다.

## 줄거리
"꿈을 응원하는 생일왕국의 공주님♥ 프린세스 프링이 펼치는 뮤지컬 어드벤처♪"
Everyday Birthday!
생일왕국에는 일년 중 가장 특별한 날, 생일에 어린이들을 초대해
꿈꿔온 소원들을 들어주는 프린세스 프링이 있답니다.
프린세스 프링은 봄의 공주님(Princess+(s)Pring)이라는 이름을 가진
생일왕국의 밝고 사랑스러운 토끼 공주로 큰 귀로 어린이들의 소원을 잘 들어준답니다.
언제나처럼 오늘도 생일왕국에서는 어린이들의 성장과 꿈을 응원하는
아주 특별한 마법을 선물하는 프린세스 프링과 생일왕국 친구들의 모험이 펼쳐집니다.
사랑스러운 프린세스 프링이 꿈과 마법의 세계,
매일매일이 생일인 생일왕국으로 당신을 초대합니다!

## 등장 인물

### 주연
- 프린세스 프링

“그거 알아? 꿈이 이뤄지는 진짜 마법은 스스로를 믿기 시작하면서부터 일어난대”
생일왕국의 케이크성에 사는 사랑스러운 토끼공주. ‘프린세스 프링’의 이름은 봄의 공주님: Princess+(s)Pring이란 뜻으로 탄생, 부활, 청춘 등 여러 가지 의미를 담아 생일왕국의 공주님의 이름이 되었다. 긍정적이고 밝은 성격이며 토끼라 그런지 큰 귀로, 자신의 생각이나 세상의 잣대를 대지 않고, 있는 그대로의 이야기를 잘 들어주는 편이다. 평소에는 ‘이상한 나라의 앨리스‘풍의 푸른색 드레스를 입고 목걸이형 장미 팬던트를 걸고 다니는데, “프링 프링 프린세스 프링”이라고 외치며 변신하면 황금 왕관을 쓴 핑크빛 발레복으로 입은 모습이 되며 이때 장미 팬던트는 ‘프링 로즈’라는 이름의 마술봉으로 변신한다. ‘프링 로즈’는 등장인물들의 소원을 들어주는 마법주문 “오픈 드림”을 외치면 열쇠모양으로 변해 하트형태의 꿈의 문이 열어 마법을 구현한다. 평소 걷거나 뛰고 움직일 때에도 발레 동작을 한다. 프린세스 프링은 어린이들이 가장 기다리는 특별한 바로 그날, 생일에 토끼버스를 보내 생일왕국으로 친구들을 초대해 그들이 꿈꿔왔던 소원을 들어준다.
- 프린스 루이

“널 만나고 처음으로 난 이 운명을 바꾸겠다고 결심 했어”
누구도 모르는 생일왕국의 시크릿 가든에 있는 세계의 시계를 지키는 유쾌한 시계토끼. 본래 쾌활하고 활동적인 성격이지만 시계를 지켜야 하는 임무를 맡고 혼자 시계를 수리하거나 기계 조립을 하며 고독하게 지내왔다. 과거와 미래를 볼 수 있으나 어떠한 영향력을 행사할 수 없다. 내부에 별이 그려진 우산으로 공간을 이동하며, 모든 종류의 시계를 통해 시계의 주인인 상대방과 대화할 수 있다.
- 루크

“그대로 빠질 듯한 푸른 하늘, 난 저 푸른 빛 속을 날고 싶었어.”
생일왕국을 지키는 마이 페이스의 사막여우 파일럿. 과묵하지만 인내심 많고 의지가 강한 성격. 괴물을 찾아 혼자서 여행할 정도로 용감하다. 친구들로부터 신뢰와 사랑을 받고 있지만 정작 본인은 그다지 신경 쓰지 않고 초연한 편. 본래 미지의 세계를 동경하며 사막에서 홀로 지냈다. 사막에 버려진 폐기물들을 조립해 비행체를 만들던 어느 날 비행 시간을 체크하기 위해 지니고 다니던 모래시계를 통해 루이의 전언을 듣고 사막으로 추락한 비행기에서 프린세스 프링을 구한다. 이후 프링이 타고 온 루이의 비행기를 보고 영감을 얻어 자신만의 비행체를 완성한 후 프린세스 프링과 함께 생일왕국으로 데려다 준다. 비행체를 만들 때마다 숫자를 기록해 두곤 했는데 현재 루크가 타고 다니는 비행기에 씌여진 것은 28번째 제작한 비행기라는 의미이다. 모험가 기질이 강해서 이따금씩 비행기를 타고 혼자 여행을 즐기고 이따금 친구들을 위해 에어쇼를 하기도 한다.
- 클라라

“누구나 사랑받고 싶어서 바보 같은 짓을 해”
생일왕국의 케이크를 담당하고 있는 여우 파티쉐이자, 프린세스 프링의 소꿉친구. 사려 깊고 차분한 성격으로 매사에 지혜롭게 생각하고 행동하며 친구들에게 여러 조언을 해 준다. 요리 역시 과학이라고 생각하며 다소 공대생 같은 모습을 보인다. 케이크상자 모양의 디저트 카페를 운영하고 있다. 귀여운 하얀 아기고양이 ‘라’에게 이끌려 도우려다가 12마리의 고양이를 모두 거둬 기르게 되었다. 항상 다른 친구들의 케이크만을 만든 클라라를 위해 클라라의 생일에 프린세스 프링과 친구들이 힘을 합쳐 커다란 케이크를 만들어 주었으나 클라라는 모두와 함께 먹는 케이크를 선택 한다. 어린 시절 자신이 망친 탄 빵을 맛있게 먹어준 친구, 프린세스 프링을 돕고 싶어 최고의 파티쉐가 되었으며, 루크에 대해서는 남다른 인연을 갖고 있지만 자신의 마음을 잘 드러내지 않는다.
- 젤리콩

“꿈은 직업이 될 수 없어. 내 꿈은 꽃들 사이에서 살고 싶은 거지. 정원사가 아니야”
생일왕국의 아기 코끼리 정원사. 자신의 일에 대해서만큼은 최고이고 싶어 하며 생일왕국의정원사로서의 자부심이 높다. 세상의 특이한 꽃과 식물들도 많이 알고 있다. 덩치에 어울리지 않게 예쁘고 귀여운 것을 좋아하는데, 특히 목소리가 아주 애교가 많으며 다정한 성격이다. 한때 자신과 다른 천부적인 재능을 가진 전갈 정원사 바론을 크게 질투하며 괴로워 하기도 했지만 자신의 경쟁자는 오직 자신 뿐이라는 것을 깨닫게 되었다. 무슨 일이 생기면 클라라에게 마음을 털어놓으며 의지하는 편이다. 루크가 모험을 떠날 때 이따금 로즈를 맡아 돌보다 제멋대로인 로즈에게 시달리기도 한다.
- 핑&퐁

“우리는 어른이 되고 싶어! 지금 당장!”
생일왕국이 아닌 현실세계에 사는 장난꾸러기 쌍둥이 고양이. 핑(분홍색 고양이)은 자신의 귀여움을 무기로 삼을 줄 아는 예쁘고 깜찍한 꼬마 아가씨. 퐁(갈색 고양이)은 쿨하고 시원시원한 성격이지만 핑에게는 특히 약하고 과잉보호하는 면이 있다. 크리스마스 즈음, 자신들이 생일을 맞아 생일왕국에 초대받은 일을 계기로 함께 하게 되었다. 핑퐁은 프린세스 프링을 만나기 이전부터 어린이들의 생일에 소원을 들어주는 생일왕국의 공주님, 프린세스 프링의 존재를 믿고 있었다.
- 루루벨

“저 옷들이 안 보여? 난 생일왕국 최고의 패션 디자이너라구!”
생일왕국의 천재 패션디자이너. 프린세스 프링의 무대의상 뿐 아니라 생일왕국의 친구들의 특별한 의상들을 만들고 있다. 완벽주의자에 다소 까탈스러운 성격이지만 일 하나는 확실하게 잘한다. 특히 프린세스 프링의 사랑스러운 의상들을 만드는 것을 즐거워하며 리본 장식을 좋아한다. 프로로서의 자긍심을 잃지 않으려 노력하는 그녀이지만 오르페우스 앞에서는 무한한 팬심을 감추지 못한다.
- 오르페우스

“그래, 큰 매력엔 큰 책임이 따르는 법이지”
노래하는 생일왕국을 만든 뮤직 히어로. 하얀 가면을 쓰고 남색 정장과 망토를 휘날리며 등장하여 음악으로 세상을 구원하고자 하지만, 창작의 고통에 번민하는 작곡가 칸이 본래의 모습. 우스꽝스러운 공룡튜브 로라를 타고 나타나 음악으로 갈등을 치유하고자 한다. 하지만 이따금 로라나 가면을 빼먹고 등장하는 등 허술한 모습 때문에, 오르페우스 본인을 제외한 생일왕국의 모두가 그의 본 모습을 이미 아주 오래 전부터 알고 있었다. 그럼에도 불구하고 잘생긴 외모 덕분에 생일왕국의 여심을 여전히 휘어잡고 있다. 생일왕국에서 가장 시원시원한 캐릭터.
- 킹 잭

할로윈왕국의 왕. 2기부터 등장한다.
- 대왕 원숭이, 마피스토
- 로로벨
- 샤베트, 큐로큐로

### 주변 인물
- 피노피노

“프링 놀자! 나랑 놀자!”
프린세스 프링과 함께 다니는 행운의 파랑새. 늘 피노피노하고 말한다. 프린세스 프링과 처음 만난 날, 피노피노하고 인사해서 프링이 피노피노라고 지었다. 모두로부터 사랑 받는 프링을 독차지 하고 싶어 자신의 생일에 프링이 작아지게 해달라고 소원을 빌어 둘만의 시간을 즐긴 적이 있는데 프링이 작아지면서 피노피노의 말을 알아들을 수 있었다. 생일왕국의 숲속에 파랑새 식구들과 친구들이 있다.
- 로즈

“나도 다쳤다구! 루크가 곁에 없으면 여기가 아프단 말이야!”
생일왕국의 말하는 도도한 장미꽃. 식물이기 때문에 혼자서는 아무것도 할 수 없어서 항상 누군가가 도와주어야 한다. 생일왕국의 공주님도 용사님도 한방에 무너뜨리며 참을성 많은 루크도 화나게 하는 대단한 캐릭터. 자신을 돌봐주는 루크에게 집착하여 잠시라도 떨어지면 견디지 못한다. 루크에게는 애교도 많고 상냥하지만 다른 이들에게는 제멋대로이고 까칠하다. 하지만 왠지 모험가인 루크와 있는 시간보다 정원사인 젤리콩에게 함께 하는 시간이 많은 듯 보인다. 루크 앞에서는 약한 척하고 유리관을 씌워달라며 끊임없이 보호받으려 하다가도 루크가 없으면 마치 코르셋을 벗어 던지듯 유리관을 벗겨 달라고 한다.
- 야옹이 밴드

생일왕국의 의전행사에서 음악 연주를 담당하는 12마리의 아기 고양이 고적대.
클라라의 가게에 찾아온 치명적인 흰 꼬마고양이의 미모에 반해 문을 활짝 열어주고 만 클라라가 전부 거둬먹이고 있다. 처음에는 장난을 치고 소음을 내는 것을 좋아하는 줄 알았지만 프링이 그들로부터 음악적인 재능을 발견하고 야옹이악단으로 만들어준다. 각각 도, 디, 레, 메, 미, 파, 피, 솔, 리, 라, 실, 시라는 이름이 붙어 있는데, 이는 프링이 12음계에서 따서 붙여준 것이다.
- 네시

생일왕국 근처에 있는 에메랄드 호수에 사는 수룡. 호수를 벗어나지 못하고 혼자 살아왔기 때문에 생일축하를 받아 본 적이 없다.
- 레오
  -     - 핑과 퐁의 현실세계 친구인 사자. 축구선수같은 복장을 하고 있다.
- 핑코
  - 
    - 현실세계에 사는 거리의 예술가 플라밍고.
- 구리구리
  -     - 생일왕국의 개구리 기자.
- 펠리코
  -     - 생일왕국의 우편 배달부 펠리컨.
- 아울
  -     - 현실세계에 사는 부엉이.
- 코바
  -     - 현실세계에 사는 코알라. 친구인 쿠쿠의 생일을 맞아 생일왕국으로 따라온다.
- 쿠우쿠우
  -     - 현실세계에 사는 해달.
- 토루
  -     - 핑과 퐁의 현실세계 친구인 나무늘보.
- 나나
  -     - 현실세계에 사는 곰. 자신이 출연하는 연극에서 조연이 아닌 주인공을 맡고 싶어한다.
- 미미
  -     - 나나의 친구인 개. 연극에서 주인공 백설공주 역을 맡는다.
- 바론
  -     - 생일왕국의 또다른 정원사 전갈.
- 벤
  - 
    - 현실세계에 사는 당나귀 악사.
- 리지 & 리조
  -     - 생일왕국의 사기꾼 도마뱀. 과거에 루크와 악연이 있었던 듯하다.
- 루파라파
  -     - 핼러윈 왕국의 스파이 미르
- 달리는 핫케이크
  -     - 루파라파가 만든 달리는 핫케이크

## 소품
- 프링 로즈

프링이 사용하는 마술봉으로 장미와 보석 열쇠를 합쳐놓은 듯한 생김새를 하고 있으며 크기는 프링의 키와 거의 맞먹을 정도로 크다. 평소에는 목걸이의 형태로 가지고 있다가 원하는 때에 변신시킬 수 있으며, 변신을 시키면 프링 자신도 발레복으로 변신하게 된다. 보통은 열쇠가 아닌 봉 모양이지만 “오픈 드림” 주문을 외우면 봉의 끝 부분에 열쇠 날(bit)이 생기며 아이들의 꿈을 열어 이뤄줄 수 있게 된다.
- 토끼 버스

프링이 프라임 로즈로 소환할 수 있는 버스로 프링을 닮아 있다. 다과회 용품과 냉장고, 침대, 작은 수영장까지 갖추고 있어 버스라기보다는 캠핑카에 가까워 보인다. 하늘을 날 수 있으며 생일왕국에서 단체로 이동할 때 외에도, 생일을 맞은 아이들을 생일왕국으로 데려오기 위해서 사용되기도 한다.
- 초대장

생일을 맞은 어린이들에게 프링이 보내는 초대장. 생일로 넘어가는 자정이 되면 나타나며 이 초대장을 받은 사람은 토끼 버스를 타고 생일왕국으로 갈 수 있게 된다. 때로는 나비의 모습을 하고 있다가 초대장으로 변하기도 한다.
- 프린세스 다이어리

프링이 그동안 생일 축하를 해 준 친구들에 대해 쓰는 일기. 사진과 함께 생일축하를 해줄 때의 일을 통해 깨달은 것들을 적는다.

## 방영 순서
| 회차         | 부제                       | 방송일           |
| ------------ | -------------------------- | ---------------- |
| 1-1화        | 프린세스 프링의 초대       | 2015년 12월 19일 |
| 1-2화        | 에메랄드 호수의 비밀       | 12월 26일        |
| 1-3화        | 용기의 기사                | 2016년 1월 9일   |
| 1-4화        | 야옹이 밴드                | 1월 16일         |
| 1-5화        | 핑크 몬스터                | 1월 23일         |
| 1-6화        | 최고의 케이크              | 1월 30일         |
| 1-7화        | 나 대신 해줘               | 2월 13일         |
| 1-8화        | 하늘을 나는 침대           | 2월 27일         |
| 1-9화        | 뒤바뀐 생일                | 3월 5일          |
| 1-10화       | 느리게 빨리                | 3월 19일         |
| 1-11화       | 모두가 주인공              | 3월 26일         |
| 1-12화       | 최고의 정원사              | 4월 2일          |
| 1-13화       | 행운의 파랑새              | 4월 9일          |
| 1-14화       | 안녕? 미스터 벤            | 4월 16일         |
| 1-15화       | 루루벨의 패션쇼            | 4월 23일         |
| 1-16화       | 출동! 오르페우스           | 4월 30일         |
| 1-17화       | 장미를 부탁해              | 5월 7일          |
| 1-18화       | 빨간 망토 프링             | 5월 14일         |
| 1-19화       | 말하는 떡갈나무            | 5월 21일         |
| 1-20화       | 생일왕국의 하루            | 5월 28일         |
| 1-21화       | 두근두근 풍선              | 6월 4일          |
| 1-22화       | 페로의 꿈                  | 6월 11일         |
| 1-23화       | 사막의 별 1                | 6월 18일         |
| 1-24화       | 사막의 별 2                | 6월 25일         |
| 1-25화       | 생일왕국의 찬가 1          | 7월 9일          |
| 1-26화       | 생일왕국의 찬가 2          | 7월 16일         |
| 2-1화        | 무지개 유니콘              | 2018년 3월 8일   |
| 2-2화        | 비밀의 수호천사            | 3월 15일         |
| 2-3화        | 루파라파와 달리는 핫케이크 | 3월 22일         |
| 2-4화        | 오르페우스와 버터플라이    | 3월 29일         |
| 2-5화        | 달을 갖고 싶어요           | 4월 5일          |
| 2-6화        | 우정의 조건                | 4월 12일         |
| 2-7화        | 생일왕국의 삼총사          | 4월 19일         |
| 2-8화        | 행복한 아이스크림 트럭     | 4월 26일         |
| 2-9화        | 시계토끼 루이              | 5월 3일          |
| 2-10화       | 매혹의 향수                | 5월 10일         |
| 2-11화       | 장미정원의 테니스 결투     | 5월 17일         |
| 2-12화       | 할로윈왕국의 휴일          | 5월 24일         |
| 최종화(2-13) | 생일왕국 백과사전          | 5월 31일         |

## 목소리출연
- 김현지 - 프린세스 프링, 로즈, 코바, 피노피노
- 여민정 - 클라라, 아울, 리지, 핑
- 류점희 - 네시, 레오, 구리구리, 펠리코, 쿠우쿠우, 미미, 리조, 젤리콩
- 채민지 - 토루, 나나, 루루벨, 퐁
- 김명준 - 로로벨
- 이지현 - 샤베트, 큐로큐로
- 강수진 - 루크, 핑코, 바론
- 김영선 - 프린스 루이, 벤
- 엄상현 - 대왕 원숭이, 마피스토
- 송준석 - 루파라파, 오르페우스
- 정재헌 - 킹 잭

## 제작진
- 총괄기획/연출/원작: 김수련
- 기획프로듀서: 양현진
- 제작프로듀서: 방가은
- 시나리오: 김수련, 강나루
- 아트디렉터: 정다정
- 컨셉디자인: 강지민,우예찬,윤석경,이서혜
- 스토리보드: 최지원
- 애니메틱: 서수미(SBA미디어콘텐츠센터)
- 제작협력: 피노피노스튜디오,세븐팩토리,픽셀스케이프,서커스,핑고
- 제작책임: 라세영
- 테크니컬 디렉터: 손현호
- 애니메이션 연출: 김종일
- 애니메이션: 최수진, 양지향, 이미지, 장해정, 이성윤
- 셋업/라이팅/VFX/합성: 유정완
- 출력: ㈜피플앤제이
- 마케팅
  - 사업총괄: 황규준
  - 라이선스사업: 김은경, 유사라
- 더빙연출: 곽영재(대원방송)
- 음악
  - 음악감독: 황성제
  - 작사: 김수련, ButterFly
  - 작곡: ButterFly
  - 연주: 최훈, 이상민, 적재, 황인성, 융스트링
  - 레코드: ButterFly, 오성근, 백경훈
  - 믹싱: 김규원
- 녹음/음악효과/믹싱: POPES (강희중, 부유정)
- 원작: 프린세스 프링
- 투자: KTH
- 제작지원: 한국콘텐츠진흥원
- 기획 : KBS
- 기획,제작 : ㈜로코
- 저작권 : ㈜로코 All rights reserved.

## 참고 문헌
- “〈프린세스 프링〉, KBSN이 라이선스 대행한다”. 《아이러브캐릭터》 (아에이오우 디자인) (2013년 7월호): 98쪽. ISSN 1599-9866.
- “KBS N, 2013 서울 캐릭터라이선싱 페어 참가”. 《SBS E! 연예뉴스》. 2013년 7월 17일.
- “로코엔터테인먼트 공식홈페이지 프린세스 프링 캐릭터소개”.
- “KBSN 캐릭터사업 프린세스 프링 소개”.
- “〈프린세스 프링〉, KTH 투자로 캐릭터 사업 박차”. 《완구신문》 (캐릭터 완구신문). 2015년 6월 1일.
- 콘텐츠진흥원 (2015년 6월 22일). “2015 유아용 국산 애니메이션 제작지원 최종 선정결과 공지 [공고 제2015-3767]”.
- KBS (2015년 11월 9일). “2015년 제2회 KBS애니메이션 공모 심사결과”.[깨진 링크(과거 내용 찾기)]